# Babice (Silésie)
Pour les articles homonymes, voir Babice.
Babice (prononciation : [baˈbit͡sɛ]) est une localité polonaise de la gmina de Nędza, située dans le powiat de Racibórz en voïvodie de Silésie.